# HDMS Søløven (Y311)
Le HDMS Søløven (Y311), anciennement numéroté P563, est un bateau de soutien à la plongée en service dans la Marine royale danoise, il est lancé en 1995 et entre en service le 28 mai de l'année suivante. Il est le dernier des 14 navires polyvalents de la classe Flyvefisken, pouvant être configurés tour à tour en patrouilleur de surveillance, navire lance-missiles, bâtiment de lutte anti-sous-marine, de lutte contre la pollution, chasseur ou mouilleur de mines. Cette particularité est obtenue au moyen du système Standard Flex (en), un ensemble de modules de mission standardisés et interchangeables, qui se montent ou se démontent dans 4 emplacements prévus à cet effet (1 à l'avant, 3 à l'arrière de la coque). Mais du fait de restrictions budgétaires, le Søløven est, comme ses sister-ships, affecté à un rôle unique, en l'occurrence la surveillance. Puis en 2012 il est désarmé et transformé en bâtiment de soutien à la plongée, utilisé comme base d'opération et d'entrainement pour plongeurs démineurs. C'est depuis le seul de sa série encore actif dans la Marine danoise.
Le 19 novembre 2024, il est utilisé pour aborder le vraquier chinois Yi Peng 3 après que ce dernier, lors d'un trajet entre la Russie et l’Égypte, a été identifié comme passant à plusieurs reprises dans une zone où des câbles de communication sous-marins ont été sectionnés par une "force extérieure" d'après les opérateurs de communications finlandais Cinia Oy et la filiale lituanienne du suédois Telia.